# 亞姆派 (亞利桑那州)
亞姆派（英語：Yampai）是位於美國亞利桑那州亞瓦派縣的一個非建制地區。該地的面積和人口皆未知。

## 地理
亞姆派的座標為33°29′22″N 113°12′02″W / 33.48944°N 113.20056°W，而該地的平均海拔高度為1709米（即5607英尺）。